# クラブディップ
クラブディップ（英: crab dip、メリーランド・クラブディップとも）はクリーミーな具入りディップソース。クリームチーズとカニの肩肉から作るのが一般的。マヨネーズなどを主体にしたタイプもある。用いるカニの種類やその調理法はさまざまで、副材料も多様である。材料を和えるだけの冷製レシピもあるが、多くはオーブンで焼いて暖かいうちに食べる。食事の前菜として食べられる。ディップとするときはクラッカーや各種のパンに添えることが多い。アメリカでは料理店で提供されるほか市販品もあり、一部のスポーツ競技場でも食べることができる。

## 材料
クラブディップはカニの生肉、冷凍肉、缶詰のいずれからも作られる。部位は一定しておらず、ジャンボ・ランプ（遊泳脚の肩肉）、ランプ（肩肉）、バックフィン（胴肉片）、クロー（脚肉）のいずれも使われる。カニの種類もさまざまで、特にブルークラブ、ダンジネス・クラブ、アラスカ産タラバガニが多い。
クリームチーズの代わり、もしくは追加でマヨネーズや別種のチーズ（ペッパージャック、ブリー、チェダーなど）を使うレシピもある。カニ以外のシーフードを加えることもあり、カニカマなどの魚肉練り製品、ロブスター、エビなどが用いられる。ほかの具材にはキノコ類、アーティチョーク、タマネギ、ネギ、エシャロット、ピーマン、生クリームなどが挙げられる。パン粉を振って焼き、焦がしてカリッとさせる作り方があり、パン粉とパルメザンチーズを合わせる場合もある。オールドベイ・シーズニング（メリーランド生まれのスパイスミックス製品）を風味づけに使ったり、ホットソースや唐辛子で辛くしたタイプも作られている。

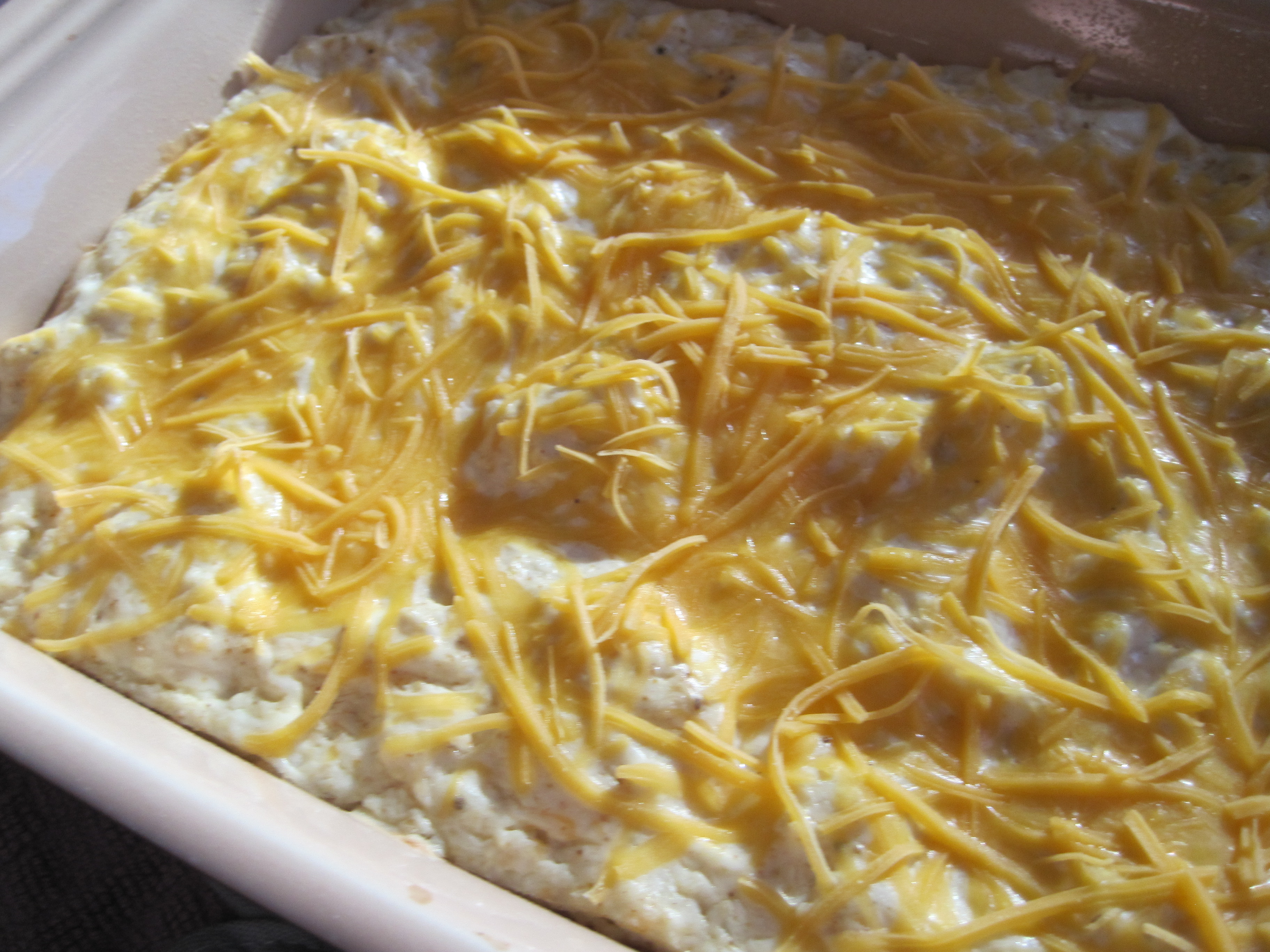
チェダーチーズを乗せた温製のクラブディップ。
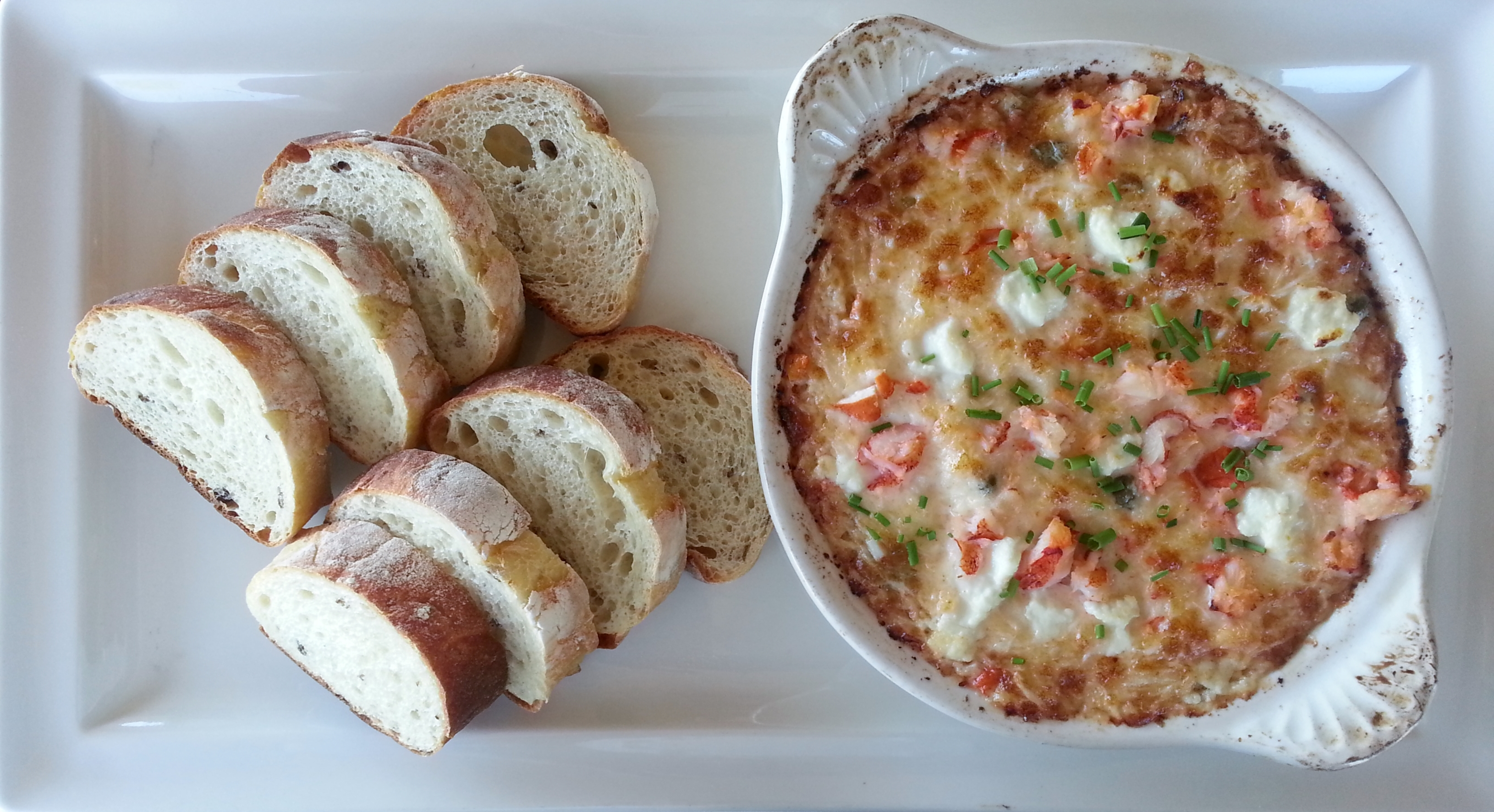
カニとロブスターのディップにパンを添えている。
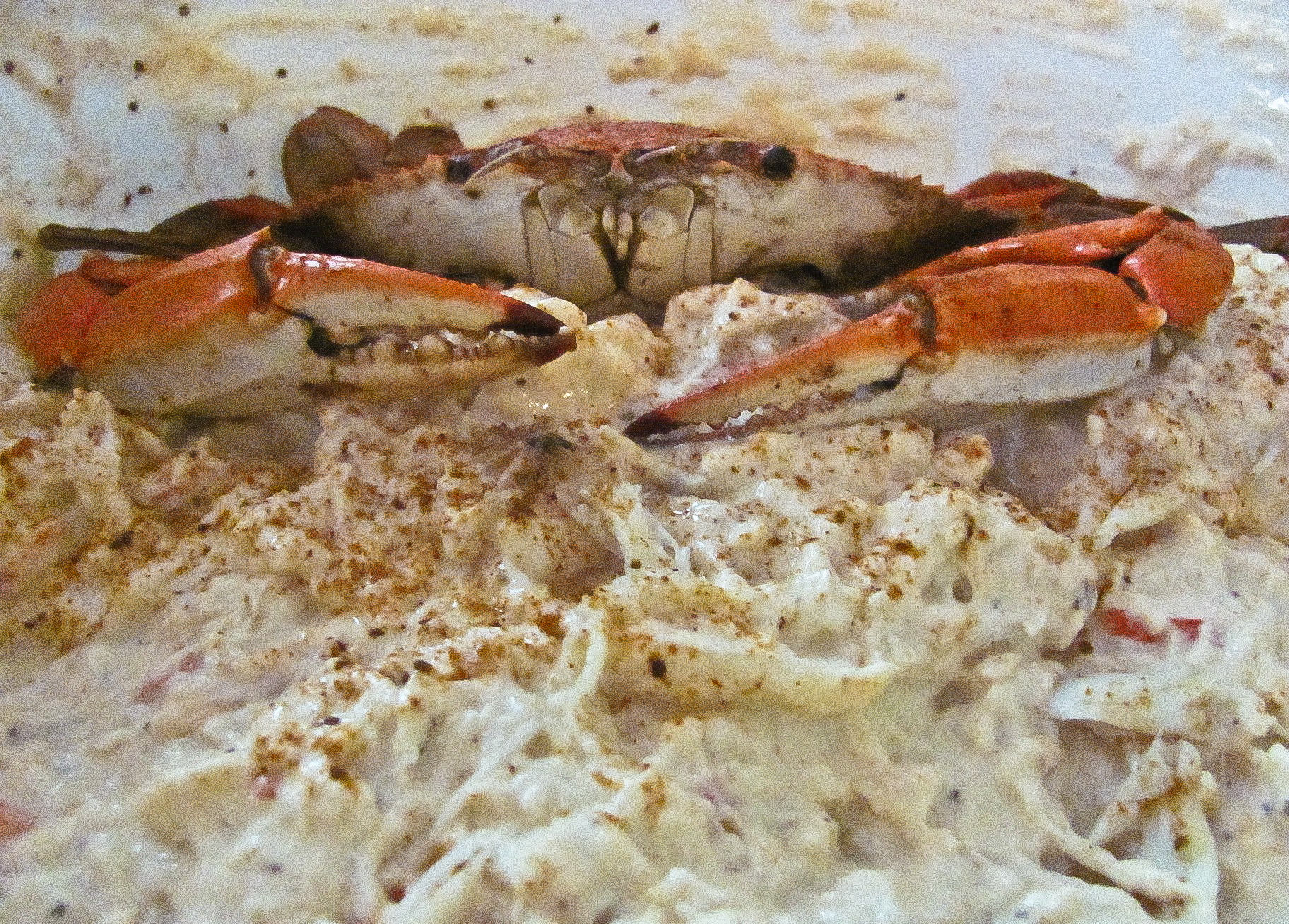
カニを殻ごと乗せたクラブディップ。

## 食べ方
アメリカ合衆国では一部のレストランで食べることができる。大量生産の市販品もある。
ディップとする場合は、クラッカー、フラットブレッド、ピタ、一般的なパン、クロスティーニ、プレッツェル、一口大に切った野菜のような食品に添える。サワードウのパンをくりぬいて中に詰める食べ方もある。作り置きのクラブディップを冷凍しておいて食べるときに再加熱することができる。
チェサピーク湾に面したメリーランド州では名産のカニが食文化の中で大きな地位を占めており、ハンバーガーやホットドッグなどさまざまな料理にクラブディップを用いる。クラブディップを乗せたプレッツェルは酒場の定番メニューである。

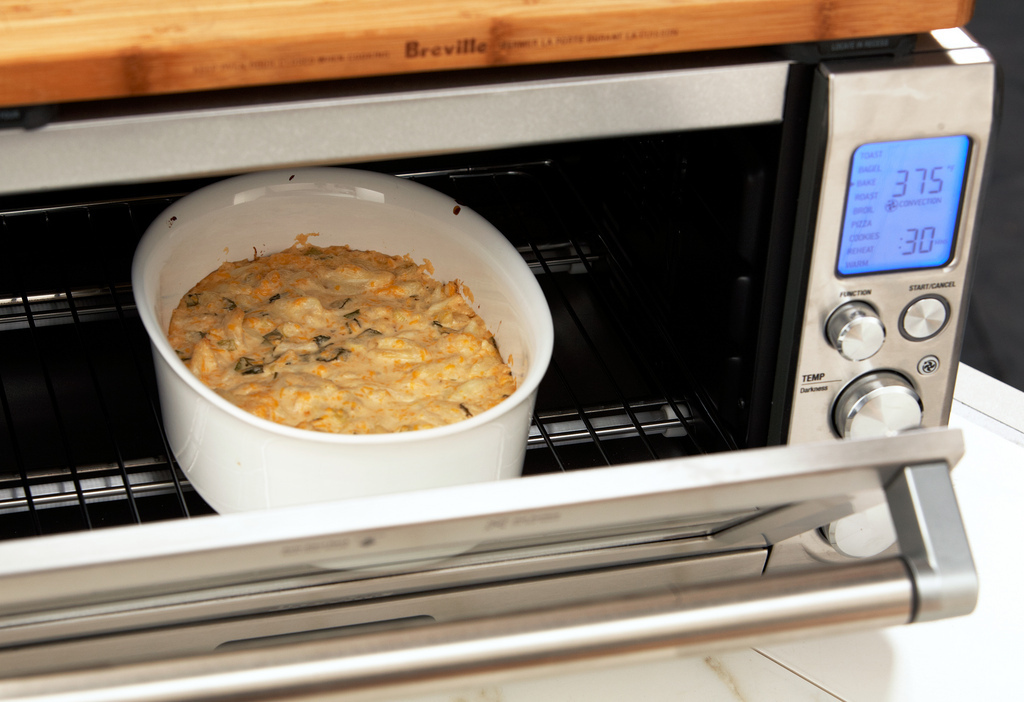
オーブントースターでクラブディップを焼いている。
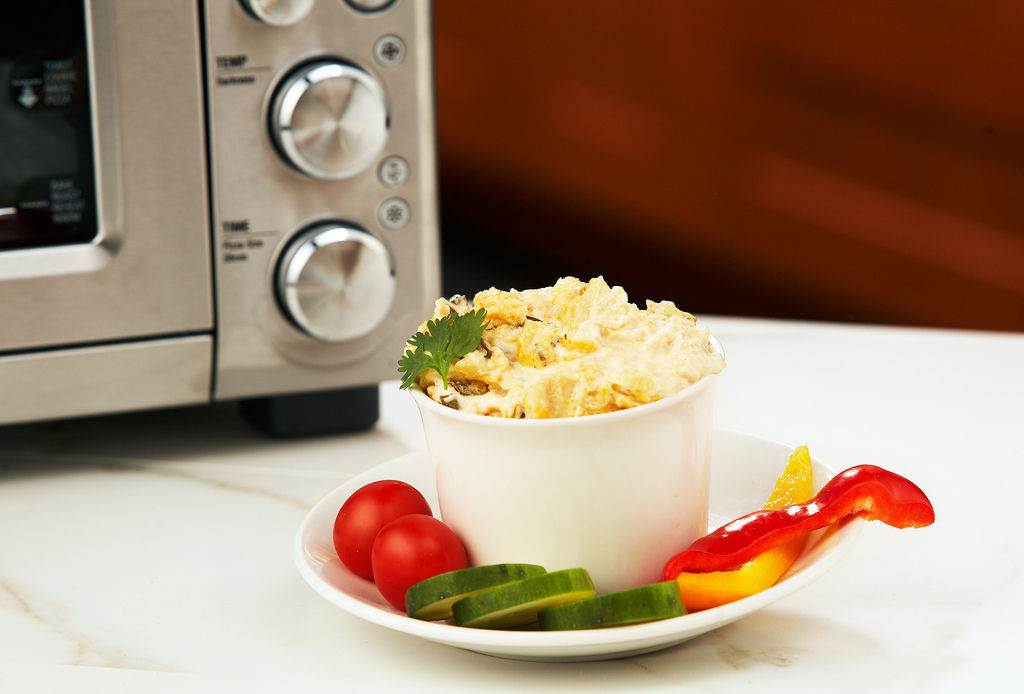
野菜と共に盛り付けたところ。
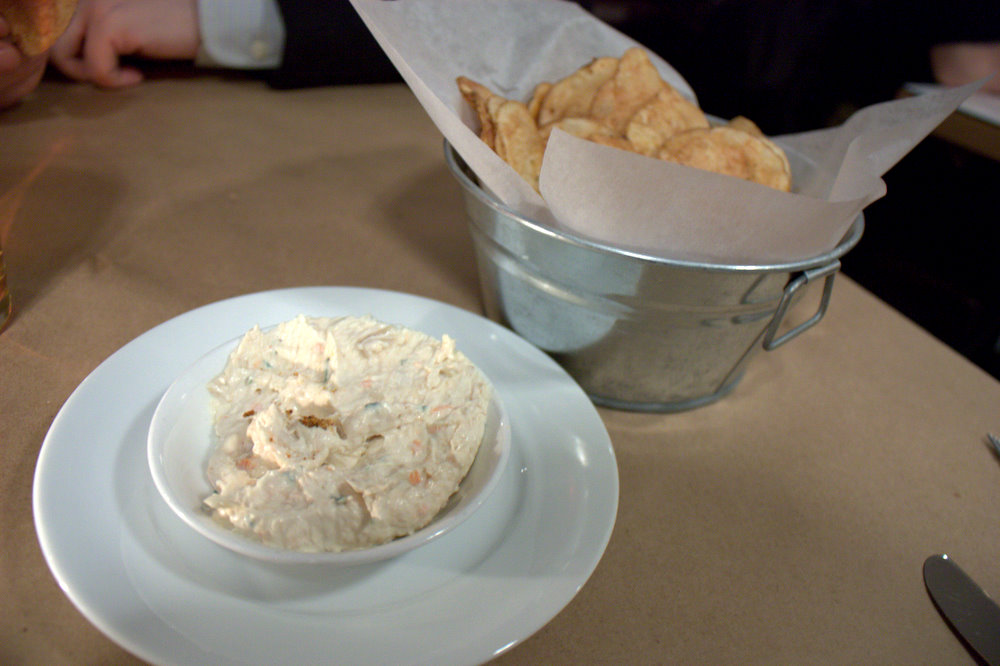
ニューヨークのカジュアルレストランで出されたクラブディップとオールドベイ・チップス。

## スポーツ競技場での販売
2013年、メリーランド州ボルチモアにあるオリオール・パーク・アット・カムデン・ヤーズ球場において、ソースが絡みやすいワッフル型フライドポテトにクラブディップを乗せた「チェサピーク・フライ」が発売された。ワシントン・ナショナルズの本拠地であるナショナルズ・パークでは、ワシントンD.C.の郷土食ハーフスモーク（ホットドッグの一種）に隣接州の名物であるメリーランド・クラブディップとヴァージニア・ハムを組み合わせた「ザ・DMV」という食品を販売したことがある。メリーランド州カレッジパークに位置するメリーランド大学構内のメリーランド・スタジアムでは、クラブディップとメルトチーズを乗せて焼いた1.5ポンド（700グラム）のソフト・プレッツェルが四人前として販売された。